# Elias Oliveira
Elias Oliveira (* 26. August 2004) ist ein brasilianischer Sprinter, der sich auf den 400-Meter-Lauf spezialisiert hat.

## Sportliche Laufbahn
Erste Erfahrungen bei internationalen Meisterschaften sammelte Elias Oliveira im Jahr 2021, als er bei den U18-Südamerikameisterschaften in Encarnación in 2:02,70 min den achten Platz im 800-Meter-Lauf belegte. Im Jahr darauf schied er bei den U20-Weltmeisterschaften in Cali mit 1:52,34 min in der ersten Runde über 800 Meter aus und verpasste mit der brasilianischen 4-mal-400-Meter-Staffel mit 3:11,69 min den Finaleinzug. Ende September gewann er bei den U23-Südamerikameisterschaften in Cascavel in 3:05,44 min die Silbermedaille mit der Männerstaffel hinter dem argentinischen Team und wurde mit der Mixed-Staffel disqualifiziert. 2023 gewann er bei den U20-Südamerikameisterschaften in Bogotá in 46,64 s die Silbermedaille über 400 Meter und siegte in 3:11,70 min und 3:22,84 min sowohl mit der Männerstaffel, wie auch in der Mixed-Staffel über 4-mal 400 Meter. Anschließend belegte er bei den U20-Panamerikameisterschaften in Mayagüez in 1:49,50 min den vierten Platz über 800 Meter, gewann mit der Männerstaffel in 3:09,57 min die Bronzemedaille und sicherte sich in der Mixed-Staffel in 3:24,23 min die Silbermedaille. 2025 gewann er bei den Südamerikameisterschaften in Mar del Plata mit der Männerstaffel in 3:07,40 min gemeinsam mit Tiago Lemes da Silva, Lucas Carvalho und Jádson Lima die Goldmedaille.
2024 wurde Oliveira brasilianischer Meister in der Mixed-Staffel über 4-mal 400 Meter.

## Persönliche Bestzeiten
- 400 Meter: 46,11 s, 28. Juni 2024 in São Paulo
- 800 Meter: 1:49,37 min, 16. September 2022 in Cuiabá